# Dayana Mendoza
Dayana Sabrina Mendoza Moncada (Caracas, 1º giugno 1986) è una modella venezuelana, eletta Miss Universo 2008.

## Biografia
Nel 2001 iniziò la carriera di modella per Elite. Divenne Miss Venezuela 2008, e nella notte tra il 13 e il 14 luglio 2008 venne consacrata Miss Universo 2008 a Nha Trang, in Vietnam, davanti a Miss Colombia e Repubblica Dominicana..Nel 2010 è stata madrina delle 4 serate di Ceskà Miss,in seguito ha condotto le tre serate del programma Good day New York nel 2011. Nel 2012 ha partecipato al programma The Celebrity Apprentice.

## Agenzie
- Women Direct - Milano
- Trump Model Management
- Exito Models